# Франка (муніципалітет)
Франка (порт. Franca) — муніципалітет у Бразилії, входить до штату Сан-Паулу. Складова частина мезорегіону Рібейран-Прету. Входить в економіко-статистичний мікрорегіон Франка. Населення становить 328 221 осіб на 2007 рік. Займає площу 607,333 км. Щільність населення — 540,3 чол. / км².
День міста — 28 листопада.

## Історія
Місто засноване 24 квітня 1856 року.

## Статистика
- Валовий внутрішній продукт на 2005 рік становить 3 018 125 620,00 реалів (дані: Бразильський інститут географії та статистики).
- Валовий внутрішній продукт на душу населення на 2005 рік становить 9373,96 реалів (дані: Бразильський інститут географії та статистики).
- Індекс розвитку людського потенціалу на 2000 рік становить 0,820 (дані: Програма розвитку ООН).

## Географія
Клімат місцевості: тропічний гірський. Відповідно до класифікації Кеппена клімат відноситься до категорії Cwa.